# Rosa Langenegger
Maria Rosa Langenegger, née le 9 mai 1880 à Steinen, est une sculptrice suisse.

## Biographie
Rosa Langenegger naît à Steinen dans le canton de Schwytz, en Suisse, le 9 mai 1880. Peu après sa naissance, sa famille s'installe à Paris.
Au tournant du XXe siècle, à Paris, elle étudie sous Albert Bartholomé et expose lors de l'Exposition Universelle de 1900. Langenegger devient membre de la Société nationale des beaux-arts en 1908 et enseigne pendant plusieurs années en France au lycée Fénelon à Paris, avant de déménager en Californie et d'enseigner au California College of the Arts and Crafts,.
Rosa Langenegger est la première femme à recevoir un Prix suisse d'art, alors appelé bourse fédérale, en 1901.
Elle est l'auteure, sur commande du Conseil fédéral, de quatre paires de deux figures sculptées : Adieu au guerrier, La résistance, La victoire ou la mort et Le retour victorieux, placés en 1910 dans quatre niches de l'aile est du Palais fédéral,.

## Œuvre
- Sterbender Dichter, 1906, Palais de Rumine[8]